# Dalila Rugama
Olivia Dalila Rugama Carmona (Managua, 9 aprile 1984) è una giavellottista nicaraguense.

## Biografia
Attiva in campo internazionale dal 2001, Rugama ha vinto diverse volte in tutte le maggiori manifestazioni atletiche del Centro America, aggiudicandosi la denominazione di "Regina del Centro America". Affiliata e supportata al club sportivo del Politecnico del Nicaragua, ha fatto parte della spedizione olimpica nazionale ai Giochi olimpici di Atene 2004.

## Palmarès
| Anno | Manifestazione                   | Sede                | Evento                 | Risultato | Prestazione | Note |
| ---- | -------------------------------- | ------------------- | ---------------------- | --------- | ----------- | ---- |
| 2001 | Campionati CAC                   | Città del Guatemala | Lancio del giavellotto | Bronzo    | 42,19 m     |      |
| 2001 | Giochi centroamericani           | Città del Guatemala | Lancio del giavellotto | Oro       | 44,16 m     |      |
| 2002 | Campionati centroamericani       | San José            | Lancio del giavellotto | Oro       | 46,62 m     |      |
| 2002 | Campionati ibero-americani       | Città del Guatemala | Lancio del giavellotto | 8ª        | 43,52 m     |      |
| 2002 | Mondiali juniores                | Kingston            | Lancio del giavellotto | 12ª       | 41,97 m     |      |
| 2002 | Giochi CAC                       | San Salvador        | Lancio del giavellotto | 4ª        | 44,91 m     |      |
| 2003 | Campionati centroamericani       | Città del Guatemala | Lancio del giavellotto | Oro       | 49,40 m     |      |
| 2003 | Campionati CAC                   | Saint George's      | Lancio del giavellotto | Bronzo    | 47,40 m     |      |
| 2003 | Campionati panamericani juniores | Bridgetown          | Lancio del giavellotto | Bronzo    | 48,61 m     |      |
| 2003 | Giochi panamericani              | Santo Domingo       | Lancio del giavellotto | 9ª        | 44,50 m     |      |
| 2004 | Campionati centroamericani       | Managua             | Lancio del giavellotto | Oro       | 51,76 m     |      |
| 2004 | Giochi olimpici                  | Atene               | Lancio del giavellotto | 40ª (q)   | 51,42 m     |      |
| 2005 | Campionati centroamericani       | San José            | Lancio del giavellotto | Oro       | 50,35 m     |      |
| 2006 | Giochi centramericani            | Managua             | Lancio del giavellotto | Oro       | 49,48 m     |      |
| 2006 | Giochi centramericani            | Managua             | Getto del peso         | Oro       | 11,09 m     |      |
| 2006 | Giochi CAC                       | Cartagena           | Lancio del giavellotto | 6ª        | 53,05 m     |      |
| 2006 | Campionati NACAC U23             | Santo Domingo       | Lancio del giavellotto | 5ª        | 49,31 m     |      |
| 2007 | Campionati centroamericani       | San José            | Lancio del giavellotto | Oro       | 52,10 m     |      |
| 2007 | Giochi dell'ALBA                 | Caracas             | Lancio del giavellotto | 4ª        | 55,28 m     |      |
| 2007 | Giochi panamericani              | Rio de Janeiro      | Lancio del giavellotto | 7ª        | 52,36 m     |      |
| 2007 | Mondiali                         | Osaka               | Lancio del giavellotto | 29ª (q)   | 53,22 m     |      |
| 2008 | Campionati CAC                   | Cali                | Lancio del giavellotto | 5ª        | 52,83 m     |      |
| 2010 | Campionati centroamericani       | Città del Guatemala | Lancio del giavellotto | Oro       | 46,84 m     |      |
| 2011 | Campionati centroamericani       | San José            | Lancio del giavellotto | Oro       | 45,45 m     |      |
| 2011 | Giochi dell'ALBA                 | Barquisimeto        | Lancio del giavellotto | 4ª        | 49,63 m     |      |
| 2011 | Giochi panamericani              | Guadalajara         | Lancio del giavellotto | 14ª       | 46,82 m     |      |
| 2012 | Campionati centroamericani       | Managua             | Lancio del giavellotto | Oro       | 48,59 m     |      |
| 2013 | Campionati centroamericani       | Managua             | Lancio del giavellotto | Oro       | 50,61 m     |      |
| 2013 | Giochi centramericani            | San José            | Lancio del giavellotto | Oro       | 48,40 m     |      |
| 2015 | Campionati centroamericani       | Managua             | Lancio del giavellotto | Oro       | 48,65 m     |      |
| 2015 | Giochi panamericani              | Toronto             | Lancio del giavellotto | nm        | nm          |      |
| 2016 | Campionati centroamericani       | San Salvador        | Lancio del giavellotto | Oro       | 48,00 m     |      |
| 2016 | Campionati centroamericani       | San Salvador        | Getto del peso         | 9ª        | 10,17 m     |      |
| 2017 | Campionati centroamericani       | Tegucigalpa         | Lancio del giavellotto | Oro       | 48,51 m     |      |
| 2017 | Campionati centroamericani       | Tegucigalpa         | Getto del peso         | Argento   | 12,29 m     |      |
| 2017 | Giochi centramericani            | Managua             | Lancio del giavellotto | Oro       | 53,47 m     |      |
| 2017 | Giochi centramericani            | Managua             | Getto del peso         | Bronzo    | 12,89 m     |      |
| 2018 | Campionati centroamericani       | Città del Guatemala | Lancio del giavellotto | Oro       | 47,93 m     |      |
| 2018 | Campionati centroamericani       | Città del Guatemala | Getto del peso         | Oro       | 12,91 m     |      |
| 2018 | Giochi CAC                       | Barranquilla        | Lancio del giavellotto | 4ª        | 50,30 m     |      |
| 2019 | Campionati centroamericani       | Managua             | Lancio del giavellotto | Oro       | 51,59 m     |      |
| 2019 | Campionati centroamericani       | Managua             | Getto del peso         | Oro       | 13,63 m     |      |
| 2019 | Giochi panamericani              | Lima                | Lancio del giavellotto | 14ª       | 47,66 m     |      |